# Carnival Magic
Carnival Magic je brod u vlasništvu Carnival Cruise Line. Zajedno sa svojim sestrinskim brodovima Carnival Dream, Carnival Breeze, Costa Diadema pripada Dream klasi brodova. 
Postoji 19 paluba iako je označeno kao 15 jer svi brodovi Carnivala nemaju palubu 13 zbog vjerovanja da donosi nesreću. Kuma broda je bila Lindsey Wilkerson.

## Incidenti
2. srpnja 2012. tijekom sedmodnevnog krstarenja Karibima, muškarac star 39 godina je smrtno stradao tako što je pao preko balkona na otvorenu palubu tri kata niže.
U listopadu 2014 teksaški zdravstveni radnik je unio uzorak virusa Ebola na brod. Zdravstveni radnik i njegova supruga nisu pokazivali znakove zaraze, ali su ipak bili u karanteni. Pristavši u Belize odbili su napustiti brod. Američka obalna staža je uzela uzorke krvi te im je po primitku negativnih nalaza dopušten povratak u Galveston.